# MIX
MIX — це гіпотетичний комп'ютер, що застосовується в монографії Дональда Кнута, «Мистецтво програмування». Номер моделі комп'ютера MIX — 1009, є комбінацією номерів і назв комерційних моделей машин, сучасних часу написання книги, які здалися автору значущими. Крім того, «MIX» дорівнює 1009 в Римській системі числення.
MIX 1960-х був замінений новою (також гіпотетичною) комп'ютерною архітектурою, MMIX, яка буде включена в очікуваній редакції TAOCP. Програмні реалізації MIX і MMIX архітектур розроблені різними авторами й вільно доступні (наприклад, розроблені самим Кнутом MIXware і MMIXware).
Існують MIX/MMIX емулятори, які забезпечують роботу програмного забезпечення для комп'ютерів MIX на інших архітектурах. Одним із таких пакетів програмного забезпечення є GNU MDK; він є вільним і працює на різних платформах.

## Архітектура
MIX являє собою гібридний двійково-десятковий комп'ютер. Коли комп'ютер програмується у двійковому режимі, кожен байт має 6 біт (значення від 0 до 63). У десятковому режимі кожен байт має 2 десяткових знаки (значення від 0 до 99). Байти згруповані в слова по п'ять байт зі знаком. Більшість програм, написаних для MIX, будуть працювати як у двійковому, так і в десятковому режимах, поки вони не спробують зберегти значення більше 63 в одному байті.
Значення слова може змінюватися в межах від −1 073 741 823 до 1 073 741 823 (включно) у двійковому режимі й від −9 999 999 999 до 9 999 999 999 (включно) в десятковому режимі. У комп'ютері MIX розрізняються числа −0 і +0, чого немає на сучасних комп'ютерах, в яких є тільки одне подання нуля, а кількість негативних чисел, які можуть бути представлені певною кількістю біт, на одиницю більша кількості позитивних чисел.

### Регістри
У комп'ютері MIX 9 регістрів:
- rA: Акумуляторний регістр (accumulator): повне слово (full word), п'ять байт зі знаком;
- rX: Розширення (extension): повне слово, п'ять байт зі знаком;
- rI1, rI2, rI3, rI4, rI5, rI6: Індексні регістри (Два байти і знак);
- rJ: Адреса переходу: два байти, завжди позитивний.

Вважається, що байт має, як мінімум, 6 біт. Більшість інструкцій можуть вказувати, які з полів (байт) регістра потрібно змінити, використовуючи суфікс у формі (перший: останній). Нульове поле — однобітових знак.
MIX також записує, чи викликала попередня операція переповнення, і один з трьох індикаторів (менше, дорівнює або більше). На діаграмі нижче кожен регістр показаний розділеним на свої поля.
| ± | A1 | A2 | A3 | A4 | A5 |

| ± | X1 | X2 | X3 | X4 | X5 |

| + | J4 | J5 |

| OV? |

| <=>? |

| ± | I1.4 | I1.5 |

| ± | I2.4 | I2.5 |

| ± | I3.4 | I3.5 |

| ± | I4.4 | I4.5 |

| ± | I5.4 | I5.5 |

| ± | I6.4 | I6.5 |

### Пам'ять і введення/виведення
Комп'ютер MIX має 4000 слів зберігання (кожне по 5 байт зі знаком), що адресуються з 0 до 3999. Крім того, є багато пристроїв введення та виведення:
- Магнітофонні пристрої (пристрої 0 ... 7);
- Диск або барабанні пристрої (пристрої 8 ... 15);
- Пристрій читання карт (пристрій 16);
- Картковий перфоратор (пристрій 17);
- Порядковий принтер (пристрій 18);
- Друкарська машинка (пристрій 19);
- Перфострічка (пристрій 20).

### Інструкції
Кожна машинна інструкція в пам'яті займає одне слово й складається з 4 частин: адреса (2 байти зі знаком) у пам'яті для читання або запису, вказівка індексного регістра (1 байт, що визначає, який індексний регістр rI використовувати) для додавання до адреси, модифікація ( 1 байт), що визначає, які частини регістра або комірки пам'яті будуть прочитані або змінені, і код операції (1 байт). Всі коди операції мають словесні позначення.
Програми MIX часто використовують код який самомодифікується, зокрема, щоб повернутися з підпрограми, так як в MIX відсутній автоматичний стек підпрограм.
Програми для комп'ютера MIX звичайно пишуться на MIXAL асемблері.
Команди завантаження
Вміст поля за адресою [ADDR + rIi (вміст регістра I з індексом i)] завантажується в регістр.
| LDA ADDR, i(0 : 5)  | rA := memory[ ADDR + rIi ];   | завантажити в A                       |
| LDX ADDR, i(0 : 5)  | rX := memory[ ADDR + rIi ];   | завантажити в X                       |
| LDi ADDR, i(0 : 5)  | rIi := memory[ ADDR + rIi ];  | завантажити в I з індексом i          |
| LDAN ADDR, i(0 : 5) | rA := -memory[ ADDR + rIi ];  | завантажити в A з протилежним знаком  |
| LDXN ADDR, i(0 : 5) | rX := -memory[ ADDR + rIi ];  | завантажити в X з протилежним знаком  |
| LDiN ADDR, i(0 : 5) | rIi := -memory[ ADDR + rIi ]; | завантажити в Ii з протилежним знаком |

Команди запису в пам'ять
Записує вміст регістра в елемент пам'яті з адресою [ADDR + rIi]
| STA ADDR, i(0 : 5) | memory[ ADDR + rIi ] := rA;  | записати A              |
| STX ADDR, i(0 : 5) | memory[ ADDR + rIi ] := rX;  | записати X              |
| STi ADDR, i(0 : 5) | memory[ ADDR + rIi ] := rIi; | записати Ii             |
| STJ ADDR, i(0 : 5) | memory[ ADDR + rIi ] := rJ;  | записати J              |
| STZ ADDR, i(0 : 5) | memory[ ADDR + rIi ] := 0;   | обнулити вміст клітинки |

Арифметичні команди
| ADD ADDR, i(0 : 5) | rA := rA + memory[ ADDR + rIi ];                                                   | додавання  |
| SUB ADDR, i(0 : 5) | rA := rA - memory[ ADDR + rIi ];                                                   | віднімання |
| MUL ADDR, i(0 : 5) | (rA, rX) := rA * memory[ ADDR + rIi ];                                             | множення   |
| DIV ADDR, i(0 : 5) | rA := int((rA, rX) / memory[ ADDR + rIi ]); rX := (rA, rX) % memory[ ADDR + rIi ]; | ділення    |

Команди операцій з адресами
| ENTA ADDR, i | rA := ADDR + rIi;        |
| ENTX ADDR, i | rX := ADDR + rIi;        |
| ENT? ADDR, i | rI? := ADDR + rIi;       |
| ENNA ADDR, i | rA := - ADDR - rIi;      |
| ENNX ADDR, i | rX := - ADDR - rIi;      |
| ENN? ADDR, i | rI? := - ADDR - rIi;     |
| INCA ADDR, i | rA := rA + ADDR + rIi;   |
| INCX ADDR, i | rX := rX + ADDR + rIi;   |
| INC? ADDR, i | rI? := ADDR + rIi;       |
| DECA ADDR, i | rA := rA - ADDR - rIi;   |
| DECX ADDR, i | rX := rX - ADDR - rIi;   |
| DEC? ADDR, i | rI? := rI? - ADDR - rIi; |

Команди порівняння
| CMPA ADDR, i(0 : 5) | compare rA with memory[ ADDR + rIi ];  |
| CMPX ADDR, i(0 : 5) | compare rX with memory[ ADDR + rIi ];  |
| CMP? ADDR, i(0 : 5) | compare rI? with memory[ ADDR + rIi ]; |

Команди переходу
| JMP ADDR, i                                | goto ADDR + rIi; |
| JSJ ADDR, i                                | goto ADDR + rIi; rJ не міняється!                                                                                     |
| JOV ADDR, i                                | if (overflow) then overflow := false; goto ADDR + rIi;                                                                |
| JNOV ADDR, i                               | if (no overflow) then goto ADDR + rIi; else overflow := false;                                                        |
| JL, JE, JG ADDR, i JGE, JNE, JLE ADDR, i   | if (less, equal, greater) then goto ADDR + rIi; if (no less, unequal, no greater) then goto ADDR + rIi;               |
| JAN/JAZ/JAP ADDR, i JANN/JANZ/JANP ADDR, i | if (rA < 0 or rA == 0 or rA > 0) then goto ADDR + rIi; if (rA >= 0 or rA != 0 or rA <= 0) then goto ADDR + rIi;       |
| JXN/JXZ/JXP ADDR, i JXNN/JXNZ/JXNP ADDR, i | if (rX < 0 or rX == 0 or rX > 0) then goto ADDR + rIi; if (rX >= 0 or rX != 0 or rX <= 0) then goto ADDR + rIi;       |
| J?N/J?Z/J?P ADDR, i J?NN/J?NZ/J?NP ADDR, i | if (rI? < 0 or rI? == 0 or rI? > 0) then goto ADDR + rIi; if (rI? >= 0 or rI? != 0 or rI? <= 0) then goto ADDR + rIi; |

Інші команди
| MOVE ADDR, i(F)                                   | for(n = 0; n < F; n++, rI1++) memory[ ADDR + rIi + n ] := memory[ rI1 ];                                                                            |
| SLA/SRA ADDR, i SLAX/SRAX ADDR, i SLC/SRC ADDR, i | shift rA to the left/right by ADDR+rIi bytes shift (rA, rX) to the left/right by ADDR+rIi bytes rotate (rA, rX) to the left/right by ADDR+rIi bytes |
| NOP                                               | do nothing; |
| HLT                                               | halt execution; |

Команди введення-виведення
| IN ADDR, i( F )   | read in one block from input unit F into memory[ ADDR + rIi ] onwards; |
| OUT ADDR, i( F )  | output one block to unit F from memory[ ADDR + rIi ] onwards;          |
| IOC ADDR, i( F )  | send control instruction to i/o unit F;                                |
| JRED ADDR, i( F ) | if (i/o unit F is ready) then goto ADDR + rIi;                         |
| JBUS ADDR, i( F ) | if (i/o unit F is busy) then goto ADDR + rIi;                          |

команди перетворення
| NUM  | rA := numerical value of characters in ( rA,rX );       |
| CHAR | ( rA, rX ) := character codes representing value of rA; |